# Niphidium americanum
Niphidium americanum là một loài thực vật có mạch trong họ Polypodiaceae. Loài này được (Hook.) J. Sm. miêu tả khoa học đầu tiên.